# Faujasia pinifolia
Faujasia pinifolia là một loài thực vật có hoa trong họ Cúc. Loài này được (Bory) Cass. mô tả khoa học đầu tiên năm 1819.